# ادوین گنتزلر
ادوین گنتزلر (به آلمانی: Edwin Gentzler) استاد برجستهٔ ادبیات تطبیقی و مدیر سابق مرکز ترجمه در دانشگاه ماساچوست امهرست است.

## زندگی‌نامه
او عضو بنیان‌گذار انجمن مطالعات ترجمه و ترجمهٔ آمریکایی است، در کمیتهٔ اجرایی مؤسسهٔ نیدا مشغول به کار بود، و همراه سوزان بسنت ویراستاری چند مجموعه کتاب را به عهده داشته است.

## آثار
- Translation and Rewriting in the Age of Post-Translation Studies. London: Routledge, 2017.
- Translation and Identity in the Americas: New Directions in Translation Theory. London: Routledge, 2008.
- Translation and Power, co-edited with Maria Tymoczko. Amherst: University of Massachusetts Press, 2002.
- Contemporary Translation Theories, revised 2nd edition. Clevedon: Multilingual Matters, 2001.
- Contemporary Translation Theories. London & New York: Routledge, 1993.